# 科斯坦扎·迪卡米洛
科斯坦扎·迪卡米洛（義大利語：Costanza Di Camillo，1995年1月25日—），意大利女子花样游泳运动员。她曾代表意大利参加2020年夏季奥林匹克运动会花样游泳比赛，获得团体第五名。